# Nørskov Vig
Nørskov Vig är en vik i Danmark. Den ligger i Region Mittjylland, i den nordvästra delen av landet. Viken ligger vid Venø och har anslut till Venø Bugt.